# Powderly (Teksas)
Powderly – jednostka osadnicza w Stanach Zjednoczonych, w stanie Teksas, w hrabstwie Lamar.